# Obstrukce
Obstrukce je v politice úmyslné a plánované jednání, které má za úkol narušit nebo znemožnit nějaké jednání, akci, administrativní proces atp. Příkladem je parlamentní obstrukce, kterou obvykle provádí opozice v situaci, kdy chce znemožnit parlamentní projednání nějakého bodu, resp. zabránit schválení nějakého zákona. Technická obstrukce spočívá ve uplatňování institutů jednacího řádu; obvykle se provádí formou nekonečných proslovů – obstrukčních řečí (tzv. filibusteringem), předkládáním velkého množství nesmyslných nebo protichůdných návrhů, odchodem poslanců ze sněmovny apod. Divoká obstrukce jako prostředek používá hluk, výtržnosti a násilí.